# Feketelista (televíziós sorozat)
A Feketelista (eredeti cím: The Blacklist) egy amerikai bűnügyi thriller televíziós sorozat, amelynek premierje az NBC amerikai tévécsatornán volt 2013. szeptember 23-án. A sorozat főszereplője, Raymond Reddington "Red" (James Spader), az Amerikai Haditengerészet egykori tisztje az egyik legkörözöttebb bűnözővé vált, majd miután évtizedekig kijátszotta elfogását, önként feladja magát az FBI-nak. Azt állítja az FBI-nak, hogy van egy listája a világ legveszélyesebb bűnözőiről, amelyet ő állított össze az elmúlt években, és hajlandó tájékoztatni a műveleteikről, mentességért cserébe, viszont ragaszkodik hozzá, hogy csak és kizárólag Elizabeth Keennel (Megan Boone), egy újonc FBI-ügynökkel hajlandó együttműködni.
2013. október 4-én az NBC rendelt még kilenc epizódot, hogy azok kitöltsék a sorozat első évadját. 2013. december 9-én az NBC megújította szerződését a sorozattal egy 22 epizódos második évadra. 2014. május 11-én a sorozat sikerességének köszönhetően az NBC úgy döntött, hogy lead belőle egy az epizódot a legértékesebb Super Bowl utáni műsorsávban 2015-ben. 2015. december 5-én a sorozat megújította szerződését egy negyedik évadra, amelynek premierje 2016. szeptember 22-én volt. 2017. február 23-án sugározták először a sorozat spin-off sorozatának  (a sorozat egy mellékszálából kinövő új sorozat, általában egy elvarratlan szálat kibontva rajta), a  Feketelista: a Megváltás első részét.
A sorozat pozitív értékelést kapott, sok kritika különösen Spader teljesítményét dicsérve  .

## Karakterek

### Fő karakterek
- James Spader mint Raymond "Red" Reddington: az FBI titkos informátora
- Megan Boone mint Elizabeth "Liz" Keen/Masa Rosztova: különleges ügynök, FBI
- Diego Klattenhoff mint Donald Ressler: különleges ügynök, a Terrorelhárítási Részleg volt ügyvezető igazgatója, FBI
- Ryan Eggold mint Tom Keen/Phelps Jacob/Christopher Hargrave: titkos ügynök
- Parminder Nagra mint Meera Malik: ügynök, CIA (első évad)
- Harry Lennix mint Harold Cooper: a Terrorelhárítási Részlege igazgatója, FBI
- Amir Arison mint Aram Mojtabai: számítógép-specialista, FBI (az első évadban fel-feltűnik, a második évadtól már rendszeresen szerepel)
- Mozhan Marnò mint Samar Navabi: Moszad-ügynök (a második évadtól)
- Hisham Tawfiq mint Dembe Zuma: Reddington testőre (az első két évadban fel-felbukkan, a harmadik évadtól rendszeresen szerepel)

### Visszatérő karakterek

#### 1. évad
- Charles Baker mint Gray: Raymond Reddington segédje.
- Deborah S. Craig mint Luli Zheng: Reddington egyik testőre és pénzügyi menedzsere
- Jane Alexander mint Diane Fowler: az Igazságügyi Minisztérium Bűnügyi Osztályának vezetője
- Graeme Malcolm mint "Az Ember az Almával": egy ember, aki Keen háza körül kémkedett
- Rachel Brosnahan mint Jolene Parker/Lucy Brooks: egy nő, akinek útjai keresztezik a Keen család életét
- Lance Reddick mint Cowboy: egy fejvadász, akit Red bérelt fel, hogy találja meg Jolene-t
- Emily Tremaine mint Audrey Bidwell: Ressler egykori menyasszonya
- Susan Blommaert mint Mr. "Kate" Kaplan: Reddington személyes takarítója
- Alan Alda mint Alan Fitch: a Nemzeti Hírszerzés igazgató-helyettese
- Peter Stormare mint Milos "Berlin" Kirchoff: volt KGB-tag

#### 2. évad
- Alan Alda mint Alan Fitch: a Nemzeti Hírszerzés igazgató-helyettese
- Susan Blommaert mint Mr. "Kate" Kaplan: Reddington személyes takarítója
- Peter Stormare mint Milos "Berlin" Kirchoff: volt KGB-tag
- Mary-Louise Parker mint Naomi Hyland/Carla Reddington: Reddington exfelesége
- Paul Reubens mint Vargas: Reddington kettős ügynöke
- Hal Ozsan mint Ezra: Reddington által Elizabeth mellé rendelt testőr
- Clark Middleton mint Glen Carter: DMV-dolgozó, akit Reddington néha információszerzésre alkalmaz
- Scottie Thompson mint Zoe D 'Antonio: Berlin lánya
- Teddy Coluca mint Brimley
- Ron Perlman mint Luther Braxton: egy nagy hírű nemzetközi tolvaj[9][10]
- Janel Moloney mint Kat Goodson: a Rendező asszisztense és összekötő kapocs az NCS az FBI között
- Reed Birney  mint Tom Connolly: az amerikai főügyész és Cooper igazgató egy jó barátja
- Michael Kostroff mint Martin Wilcox: az a nyomozó, aki Eugene Ames halálát vizsgálja
- Dante Nero mint Samuel Aleko: Meera Malik egy volt informátora
- David Strathairn mint a Rendező (Peter Kotsiopulos): az amerikai Nemzeti Hírszerzés titokzatos vezetője
- Adriane Lenox mint Reven Wright helyettes főügyész
- Ralph Barna mint Roger Hobbs: a Cabal szövetség egy tagja, aki segít Reddingtonnak
- James A. Stephens mint Kenneth Jasper: a Cabal szövetség egy tagja
- Ned van Zandt mint Leonard Caul: Reddington szövetségese és informatikabiztonsági szakértő
- Michael Massee mint Karakurt: egy orgyilkos

#### 3. évad
- Edi Gathegi mint Matias Salamon: a Cabal egyik ügynöke, akit azért küldtek, hogy levadásszák Reddingtont
- Adriane Lenox mint Reven Wright helyettes főügyész
- Paul Reubens mint Vargas: Reddington kettős ügynöke
- Clark Middleton mint Glen Carter: DMV-dolgozó, akit Reddington néha információszerzésre alkalmaz
- David Strathairn mint Peter Kotsiopulos: az amerikai Nemzeti Hírszerzés igazgatója
- Susan Blommaert mint Mr. "Kate" Kaplan: Reddington személyes takarítója
- Christine Lahti mint Laurel Hitchin: az elnök nemzetbiztonsági tanácsadója
- Fisher Stevens mint Marvin Gerard: Reddington ügyvédje
- Ned van Zandt mint Leonard Caul: Reddington szövetségese és számítástechnikai biztonságszakértő
- Peter Vack mint Asher Sutton: előkelőség, akit Tom Keen kihasznál, hogy nyomozza le Karakurt
- Conor Leslie mint Gwen Hollander: Asher Sutton barátnője
- Andrew Divoff mint Karakurt: orgyilkos
- Tony Plana mint Diaz: a venezuelai külügyminiszter
- Deidre Lovejoy mint Cynthia Panabaker: a Fehér Ház tanácsadója
- Tawny Ciprus mint Nez Rowan: zsoldos
- Famke Janssen mint Susan Scott "Scottie" Hargrave:  a Halcyon Aegis' Grey Matters, egy titkos zsoldosszervezet ágának a feje
- Ulrich Thomsen mint Alexander Kirk/Konstantin Rosztov: egy befolyásos üzletember, akinek mind Lizhez, mind Reddingtonhoz van kapcsolata

#### 4. évad
- Raoul Trujillo mint Mato: egy verőlegény
- Leon Rippy mint Hunter (Vadász)
- Brent Spiner mint Az Építész
- Melora Hardin mint Isabella Stone
- Linda Emond mint Dr Adrian Shaw

## Évados áttekintés
| Évad | Évad | Részek száma | Részek száma | Eredeti sugárzás     | Eredeti sugárzás | Eredeti adó        | Magyar sugárzás    | Magyar sugárzás     | Magyar adó |
| Évad | Évad | Részek száma | Részek száma | Évadbemutató         | Évadzáró         | Eredeti adó        | Évadbemutató       | Évadzáró            | Magyar adó |
| ---- | ---- | ------------ | ------------ | -------------------- | ---------------- | ------------------ | ------------------ | ------------------- | ---------- |
|      | 1.   | 22           | 22           | 2013. szeptember 23  | 2014. május 12.  |                    | 2014. április 16.  | 2014. szeptember 9. |            |
|      | 2.   | 22           | 22           | 2014. szeptember 22. | 2015. május 14.  | 2015. április 16.  | 2015. június 25.   |                     |            |
|      | 3.   | 23           | 23           | 2015. október 1.     | 2016. május 19.  | 2024. november 12. | 2024. december 12. |                     |            |
|      | 4.   | 22           | 22           | 2016. szeptember 22. | 2017. május 18.  |                    |                    |                     |            |
|      | 5.   | 22           | 22           | 2017. szeptember 27. | 2018. május 16.  |                    |                    |                     |            |
|      | 6.   | 22           | 22           | 2019. január 3.      | 2019. május 17.  |                    |                    |                     |            |
|      | 7.   | 19           | 19           | 2019. október 4.     | 2020. május 15.  |                    |                    |                     |            |
|      | 8.   | 22           | 22           | 2020. november 13.   | 2021. június 23. |                    |                    |                     |            |
|      | 9.   | 22           | 22           | 2021. október 21.    | 2022. május 27.  |                    |                    |                     |            |
|      | 10.  | 22           | 22           | 2023. február 26.    | 2023. július 13. |                    |                    |                     |            |

## Fordítás
- Ez a szócikk részben vagy egészben  a   The_Blacklist_(TV_series) című angol Wikipédia-szócikk ezen változatának fordításán alapul.  Az eredeti cikk szerkesztőit annak laptörténete sorolja fel. Ez a jelzés csupán a megfogalmazás eredetét és a szerzői jogokat jelzi, nem szolgál a cikkben szereplő információk forrásmegjelöléseként.